# Studiolo Františka I. Medicejského
Studiolo Františka I. Medicejského je malá, klenutá a obrazy obložená místnost v Palazzo Vecchio ve Florencii. Výzdobu si objednal  toskánský vévoda František I. Medicejský. Práce byla dokončena mezi lety 1570–1572 týmy umělců pod vedením Giorgia Vasariho a učenci Giovannim Batistou Adrianim a Vincenzem Borghinim.

## Popis
Tato skrytá místnost, kabinet, částečně sloužila jako vévodova kancelář a částečně jako jeho  laboratoř. Také sloužil jako skrytý kabinet kuriozit. Zde se vévoda zabýval alchymií a měl zde sbírku malých, vzácných, neobvyklých nebo jinak zajímavých předmětů. Stěny a strop byly zdobeny tematicky si podobnými obrazy, z nichž některé mají neobvyklá průmyslová témata, jiné obrazy čerpají své náměty z mytologie či tradic. Obrazy jsou vše co zůstalo ve Studiolu původní. Díla mají  větší rozměry než je u kabinetních obrazů obvyklé. Výzdoba kabinetu je ve stylu pozdního manýrismu a vztahovala se k předmětům sbírky. Samotná sbírka byla uložena ve dvaceti skříňkách. Uprostřed je freska Promethea přijímajícího dary přírody. Freska ukazuje možnou spolupráci bohů, přírody a lidí, což by mělo být cílem uměleckých i vědeckých zájmů.

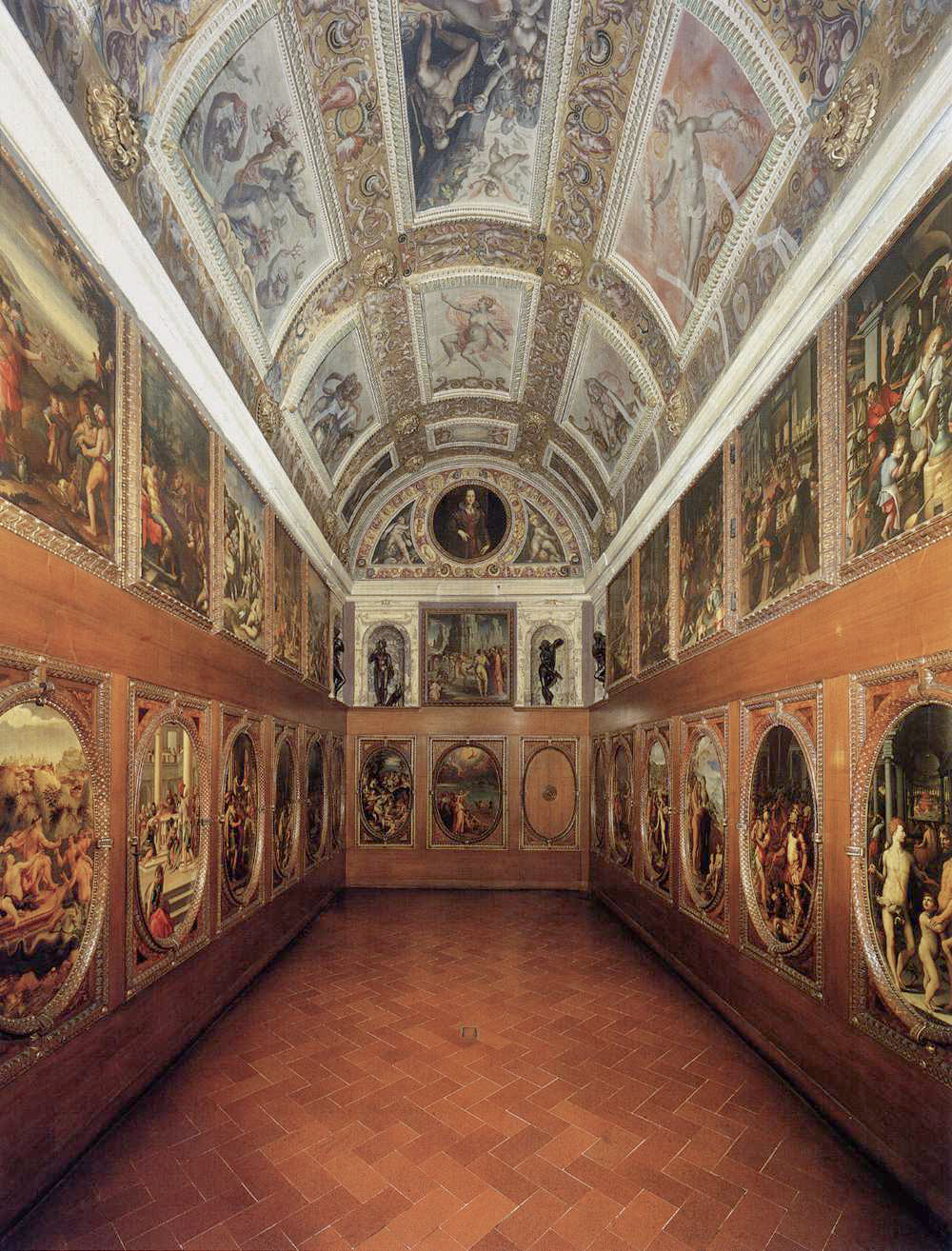
Studiolo Františka I. Medicejského

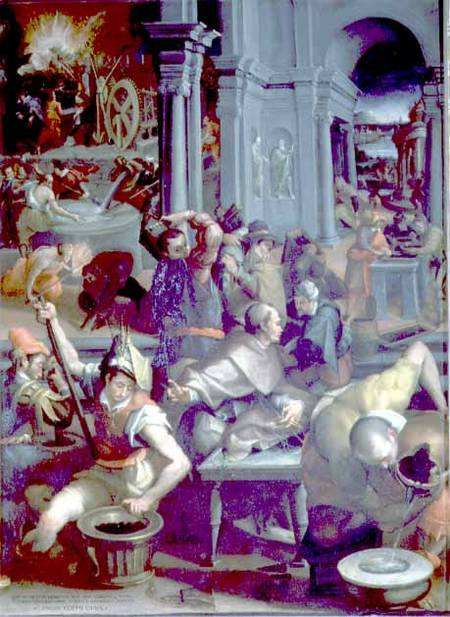
Jacopo Coppi, Vynález střelného prachu

## Výzdoba
Stěny byly pokryty 34 malbami, uspořádanými podle námětů a vždy propojenými mezi sebou i s tematikou předmětů ve skříních pod nimi. Současné uspořádání není uspokojivě vysvětleno a je poněkud spekulativní. Například obraz Tommase d'Antonia Manzuoliho Diamantový důl visí nad obrazem téhož malíře  Ikarův pád. Malíř Giovanni Battista Naldini  obrazem Dům snů  zdůraznil vztah se sousední ložnicí vévody. Uspořádání Studiola je možno vidět klenutým otvorem, ale místnost postrádá skříňky, bez kterých není možno docílit přesně klaustrofobní pocit originálu. Navíc, Bronzinův portrét Františkovy matky Eleonory Toledské držel noční stráž. Kabinet Studiolo zaměstnával mnoho z vynikajících florentských malířů, přesto práce většiny z nich v této místnosti nepatří mezi jejich nejlepší práce. Z uměleckého hlediska je styl těchto obrazů nejvyšší mírou florentského manýrismu, který se odráží v zobrazení šroubovitě stáčených i nepřirozeně pokroucených postav.Úzká klenutá místnost bez oken je také zajímavá jako příklad vkusu introvertního a excentrického monarchy.   Kabinet mu v nejlepším případě sloužil jako šatník, či jako místo, kde se tento osobně nešťastný monarcha mohl dostat od manželky, rodiny a soudu. Nedlouho po smrti velkovévody bylo Studiolo zanedbáváno a zrušeno bylo roku 1590. Částečně rekonstruováno bylo ve dvacátém století jako ukázka renesančního podivínství ve středověkém paláci.

## Galerie
Výklenky pro sochy a portréty Františkových příbuzných

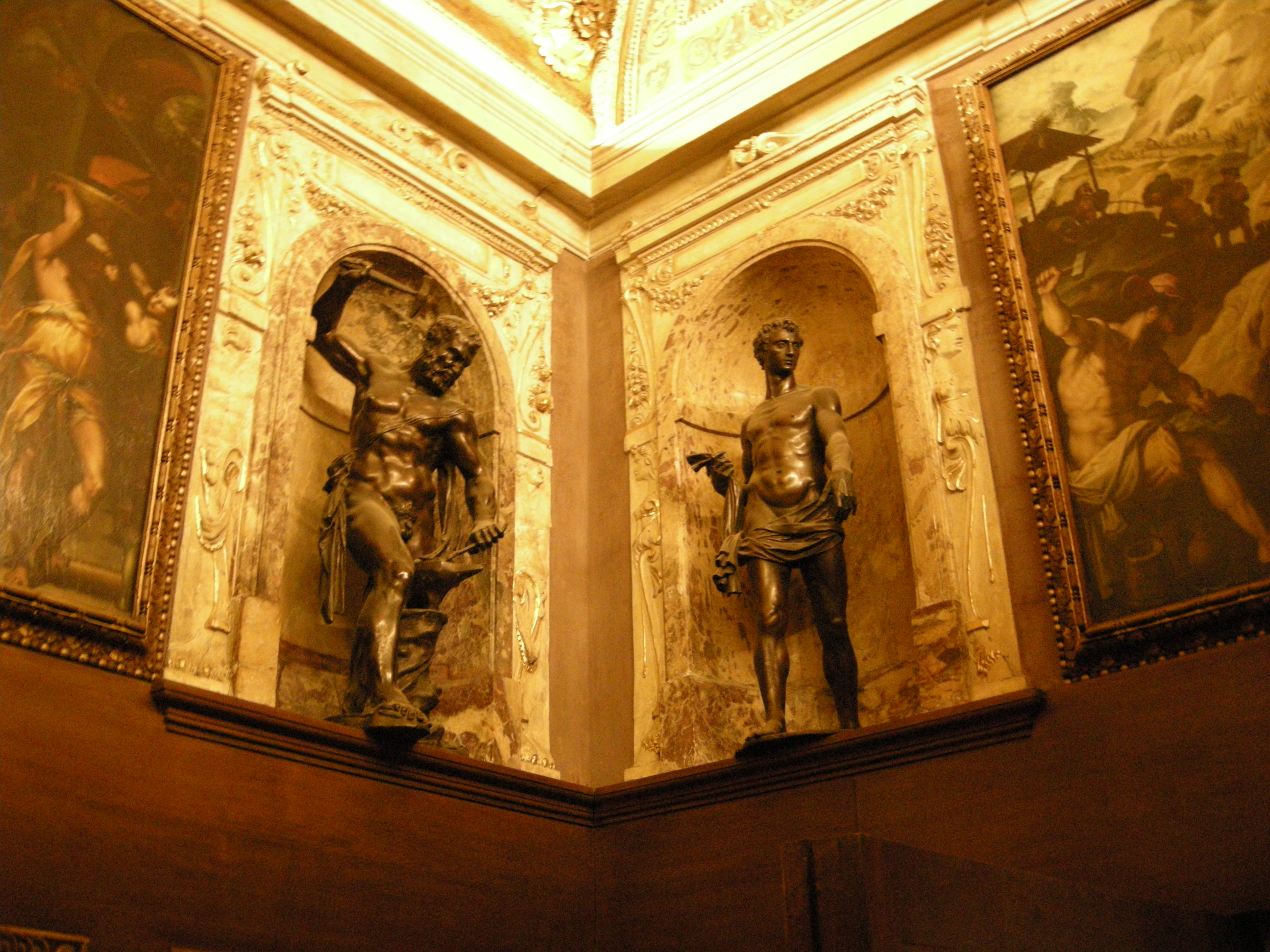
Ammanati, Sochy Vulkána a Apolóna
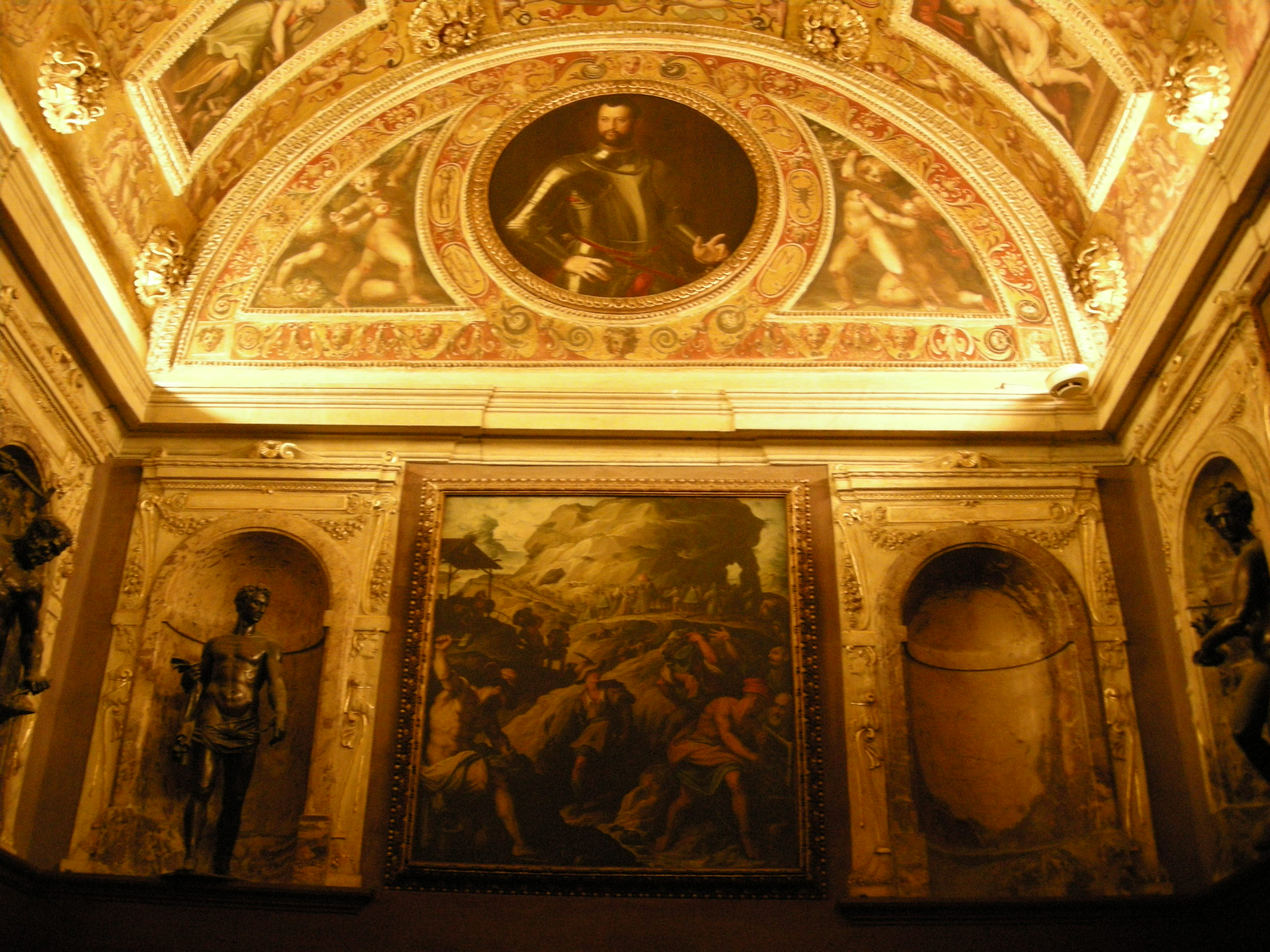
Portrét Cosima Medicejského
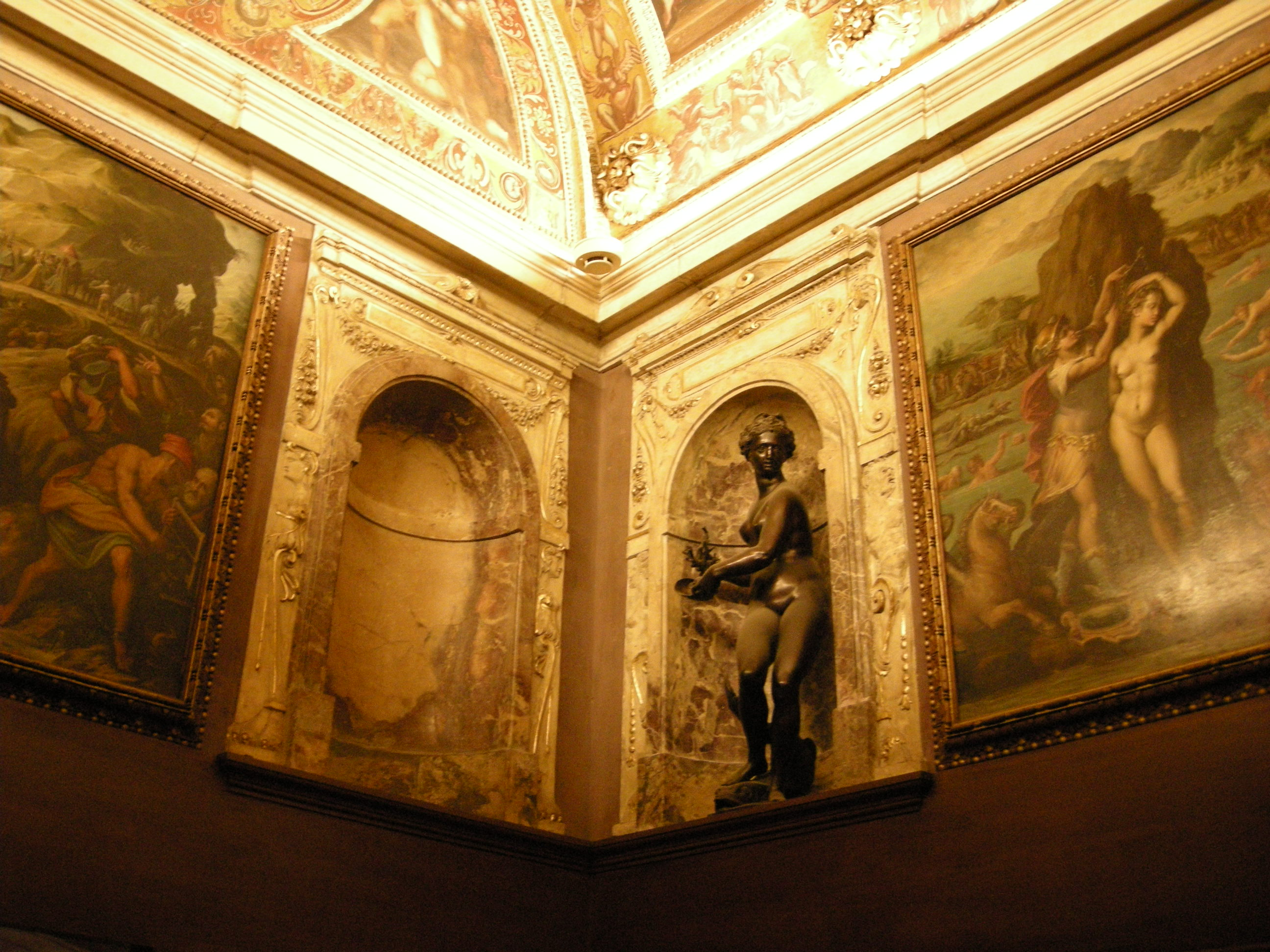
Ammanati, Bronzová socha
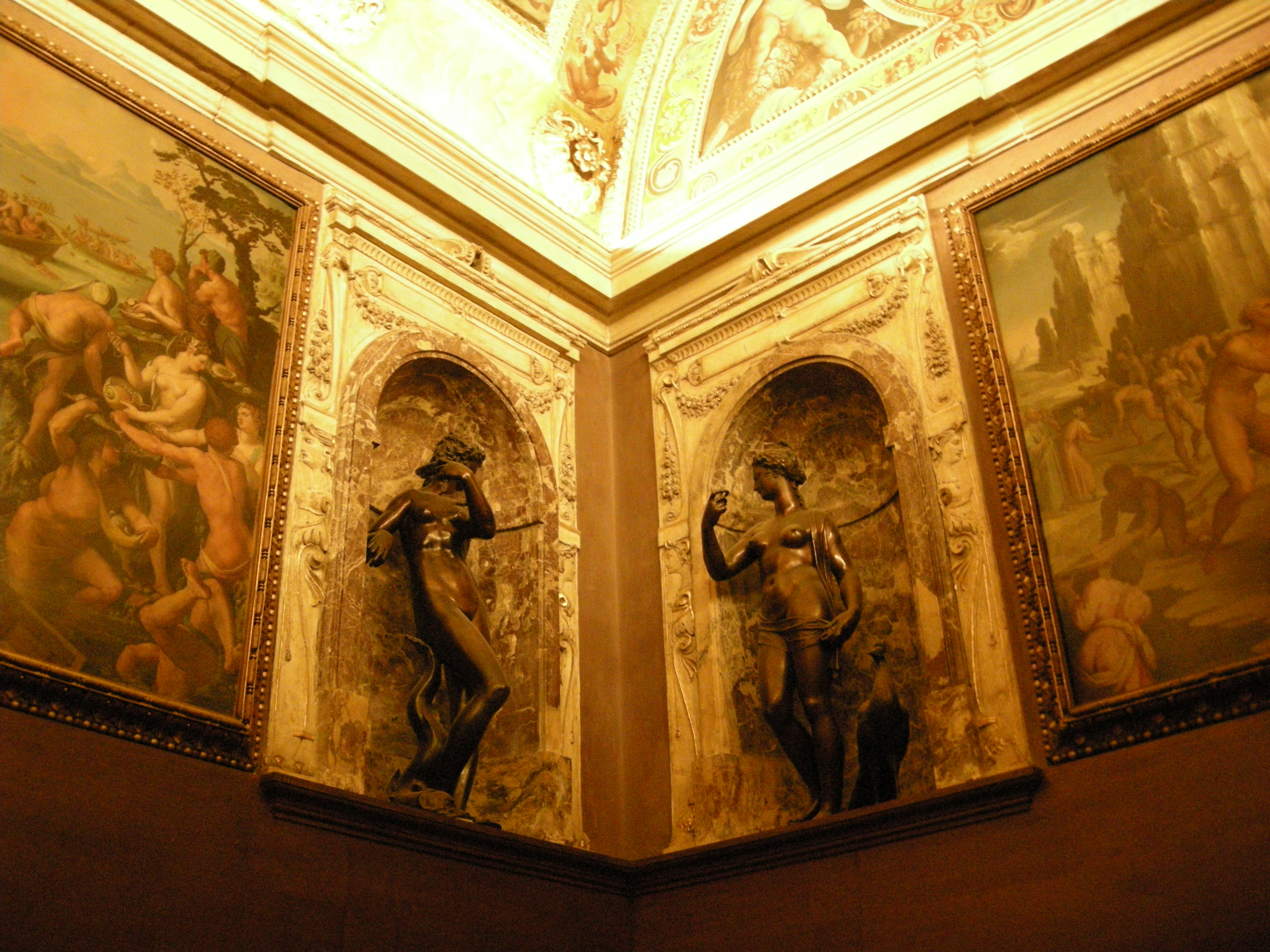
Ammanati: Sochy mořské Venuše a Juno
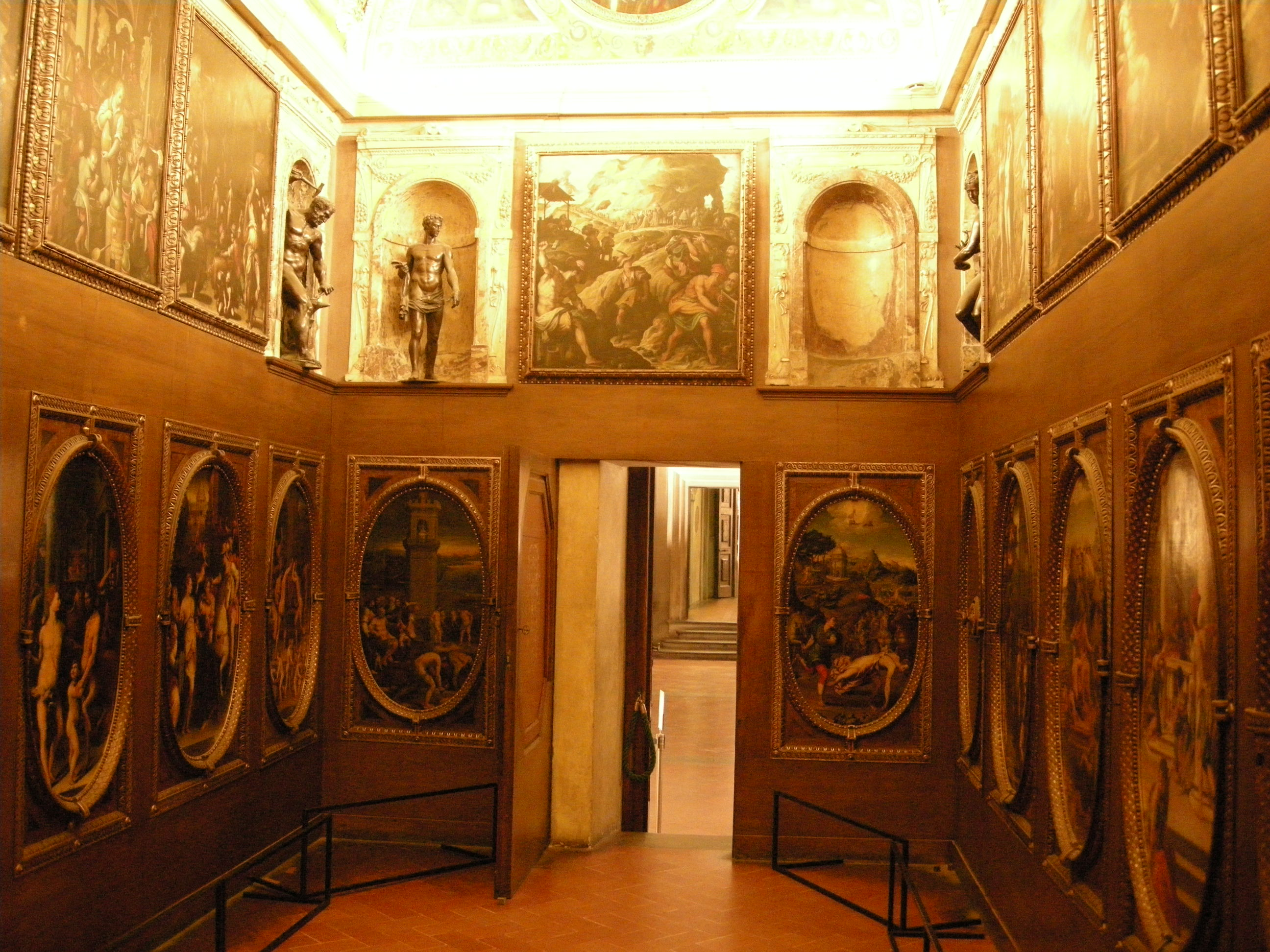
Portrét Eleonory z Toleda
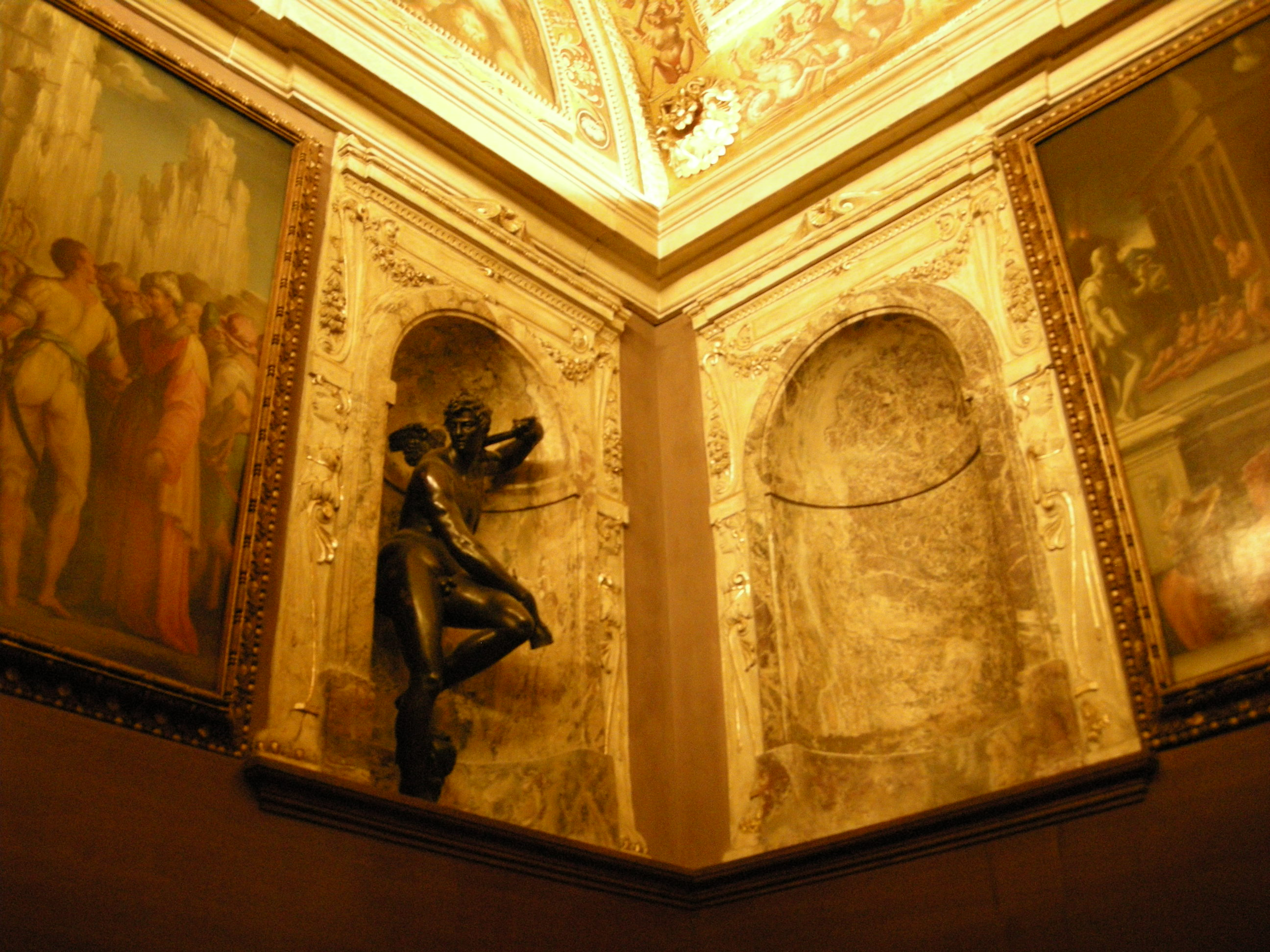
Giambologna, Socha Merkura
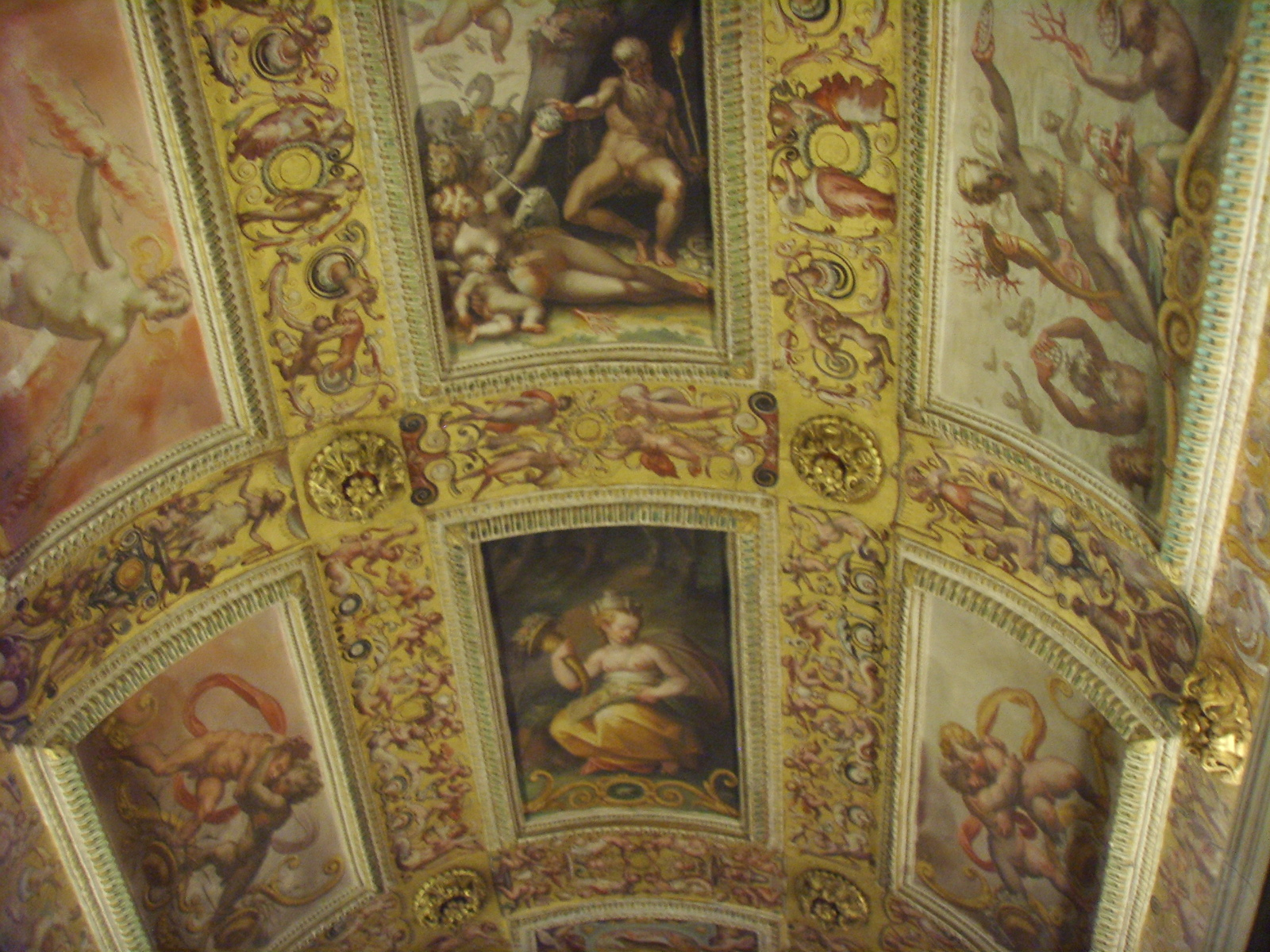
Stropní freska: Prométheus přijímá od Přírody drahý kámen

Ovály ve Studiolu

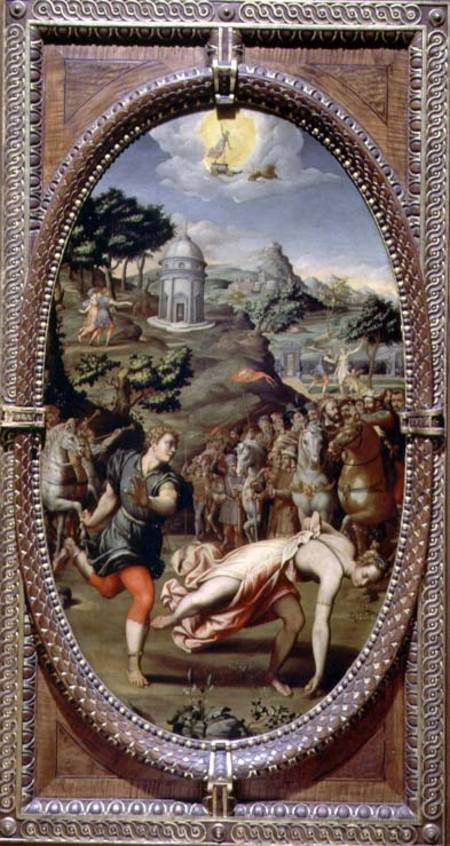
Atlanta a Hippomenes
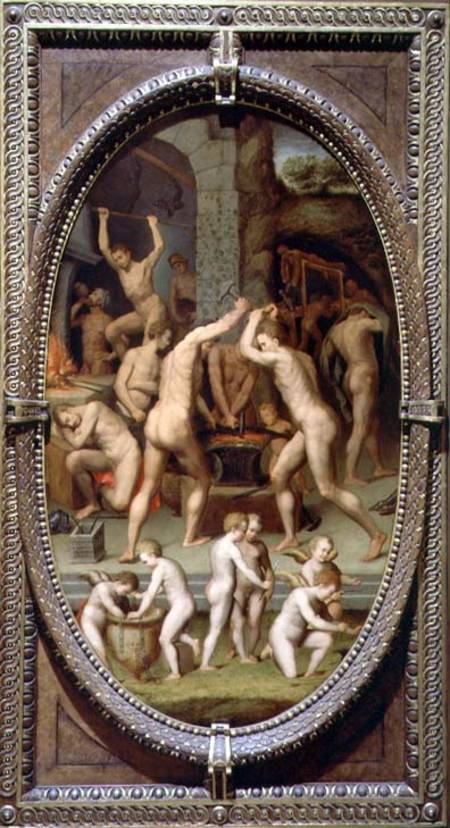
Vulkánova kovárna
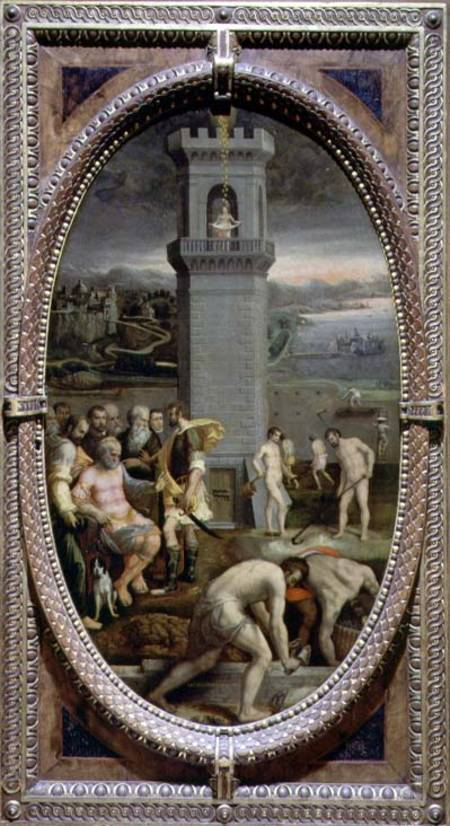
Danae
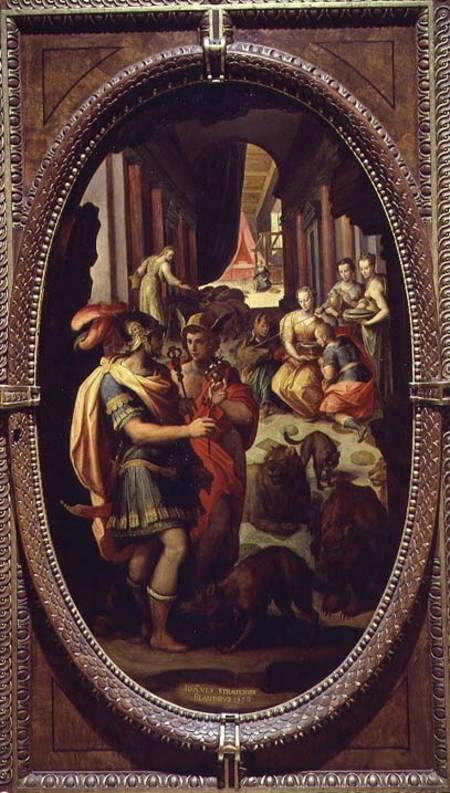
Odysseus, Mererkur, Kirké
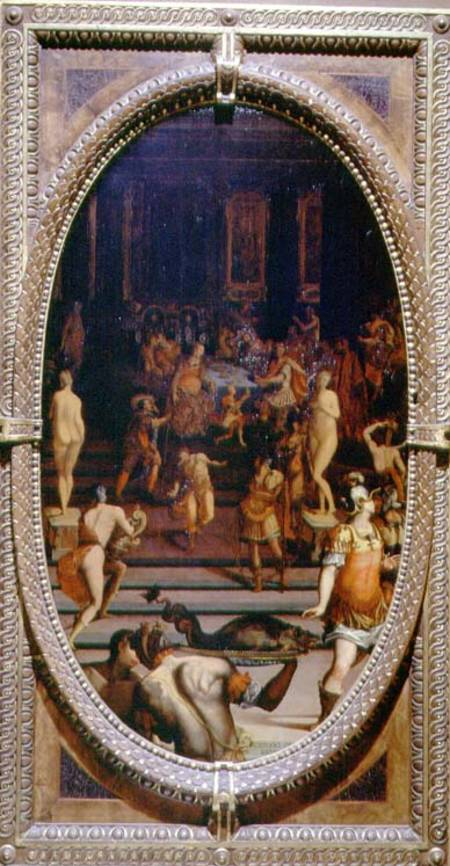
Polykratův prsten
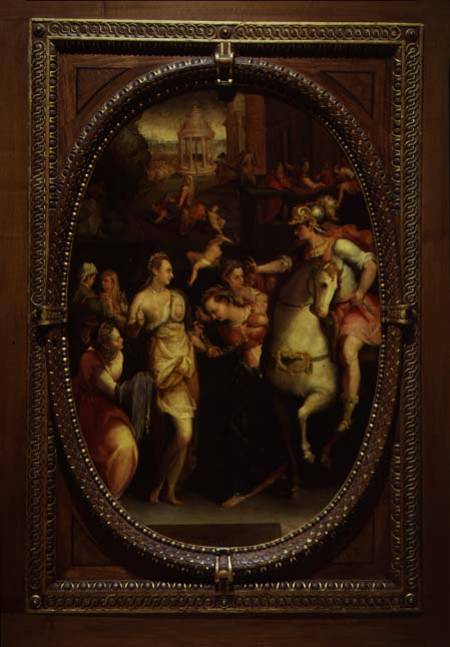
Dareiova rodina před Alexandrem
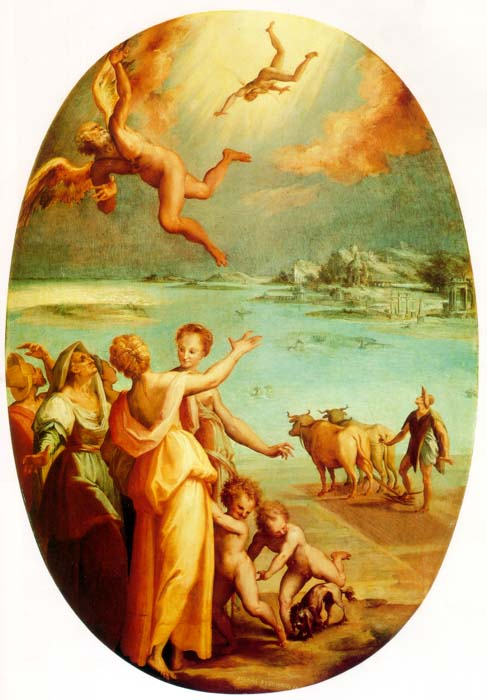
Ikarův pád
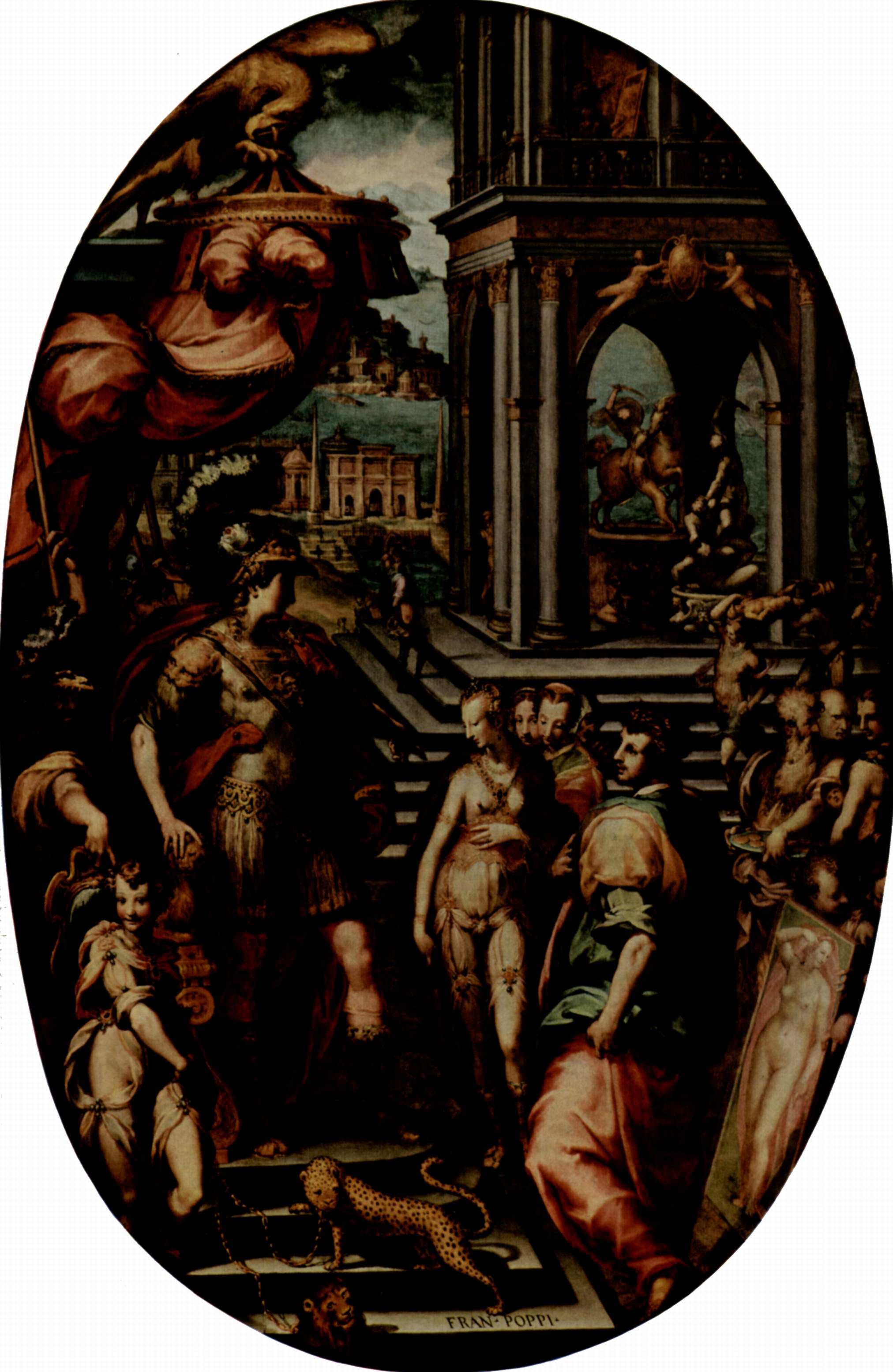
Alexander a Campaspe

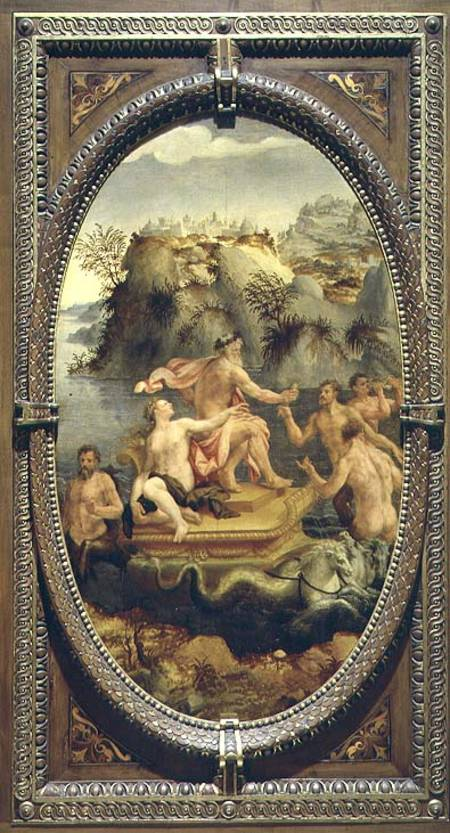
Neptun a Amfitrite
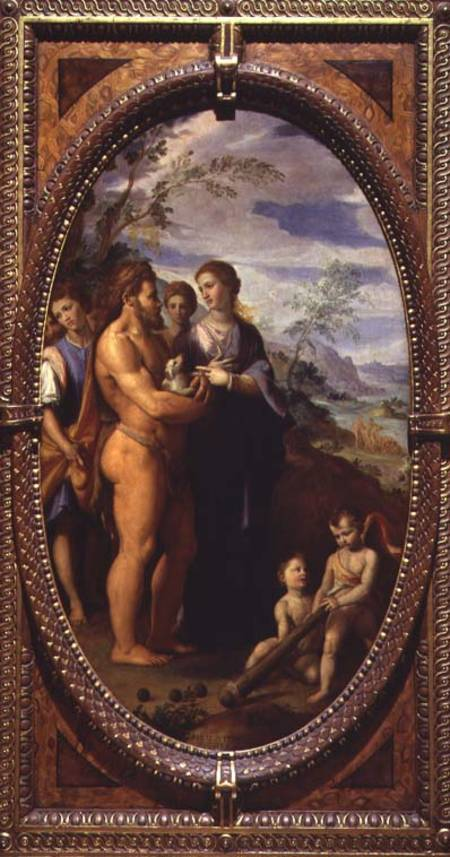
Herkules a Omfalé
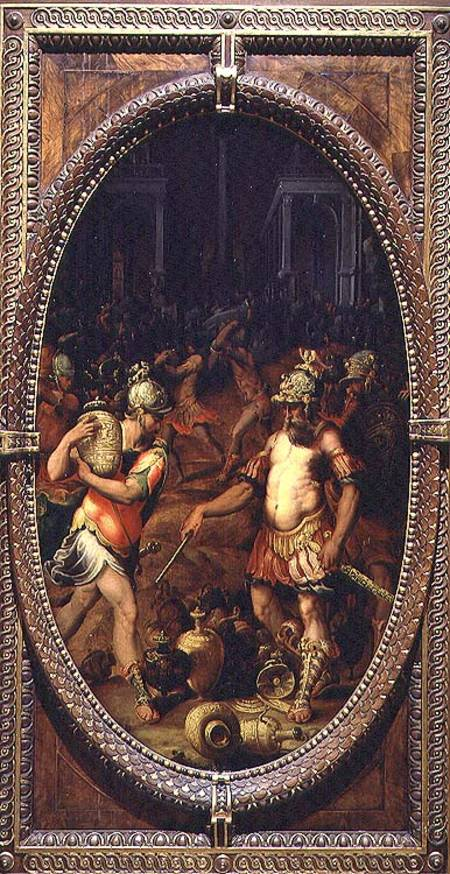
Plenění města
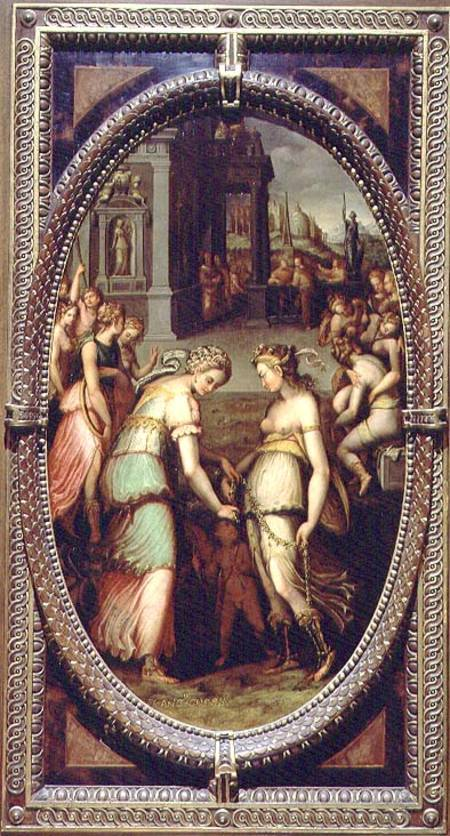
Juno snímá Venušin pás
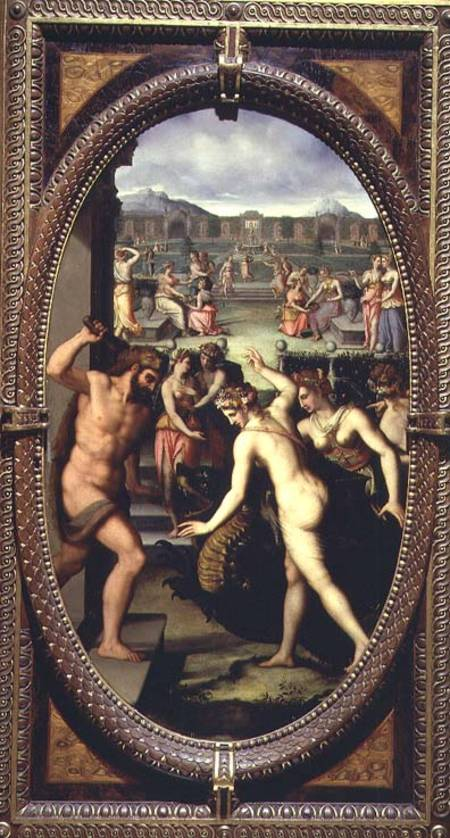
Hercules zabíjí draka
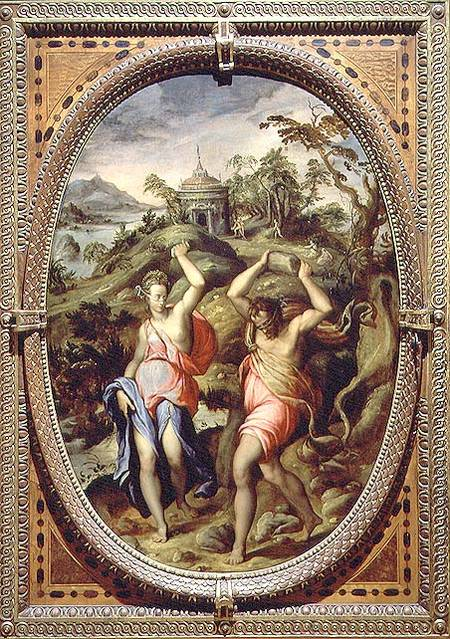
Deucalion a Pyrrha
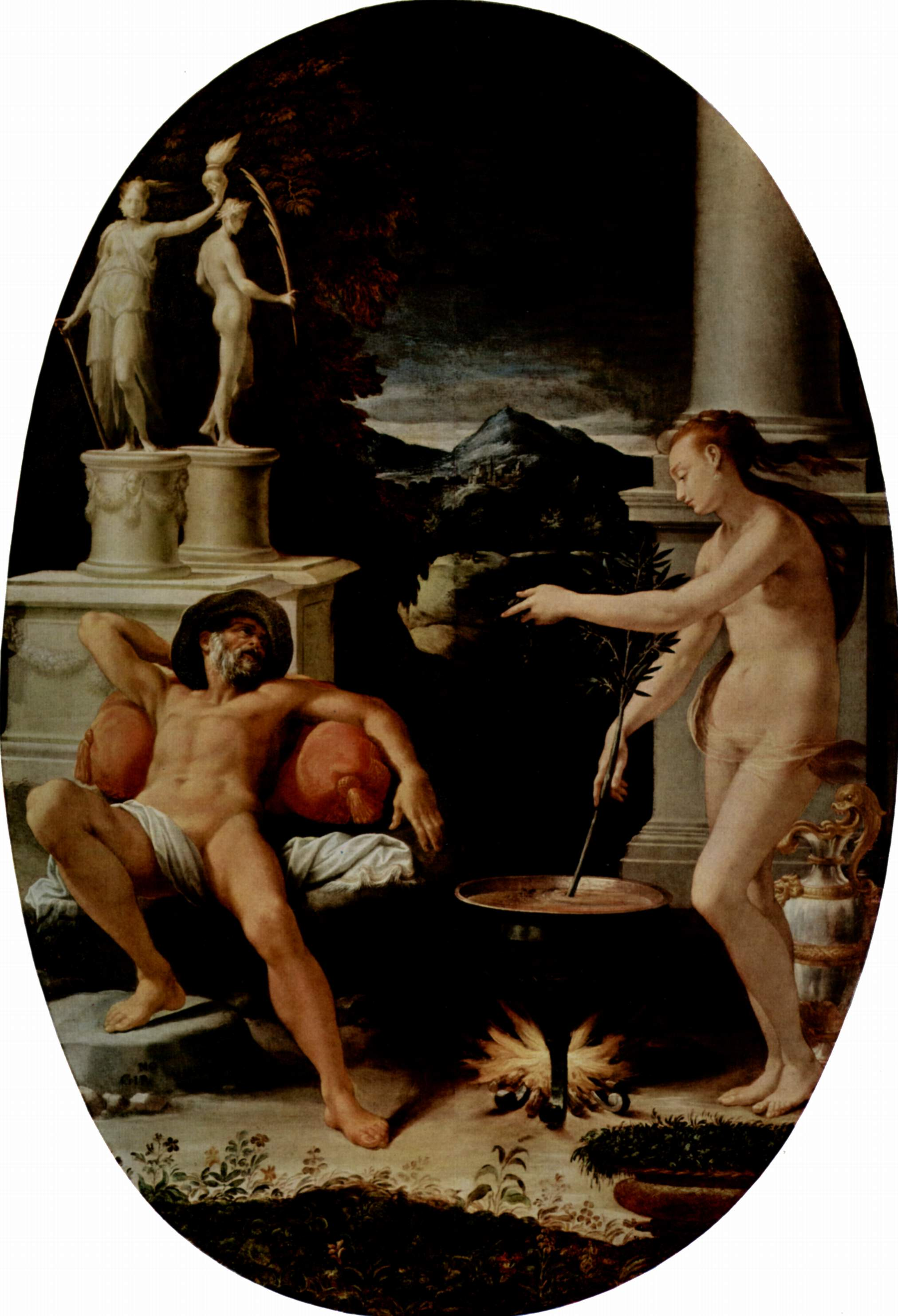
Jason a Medea
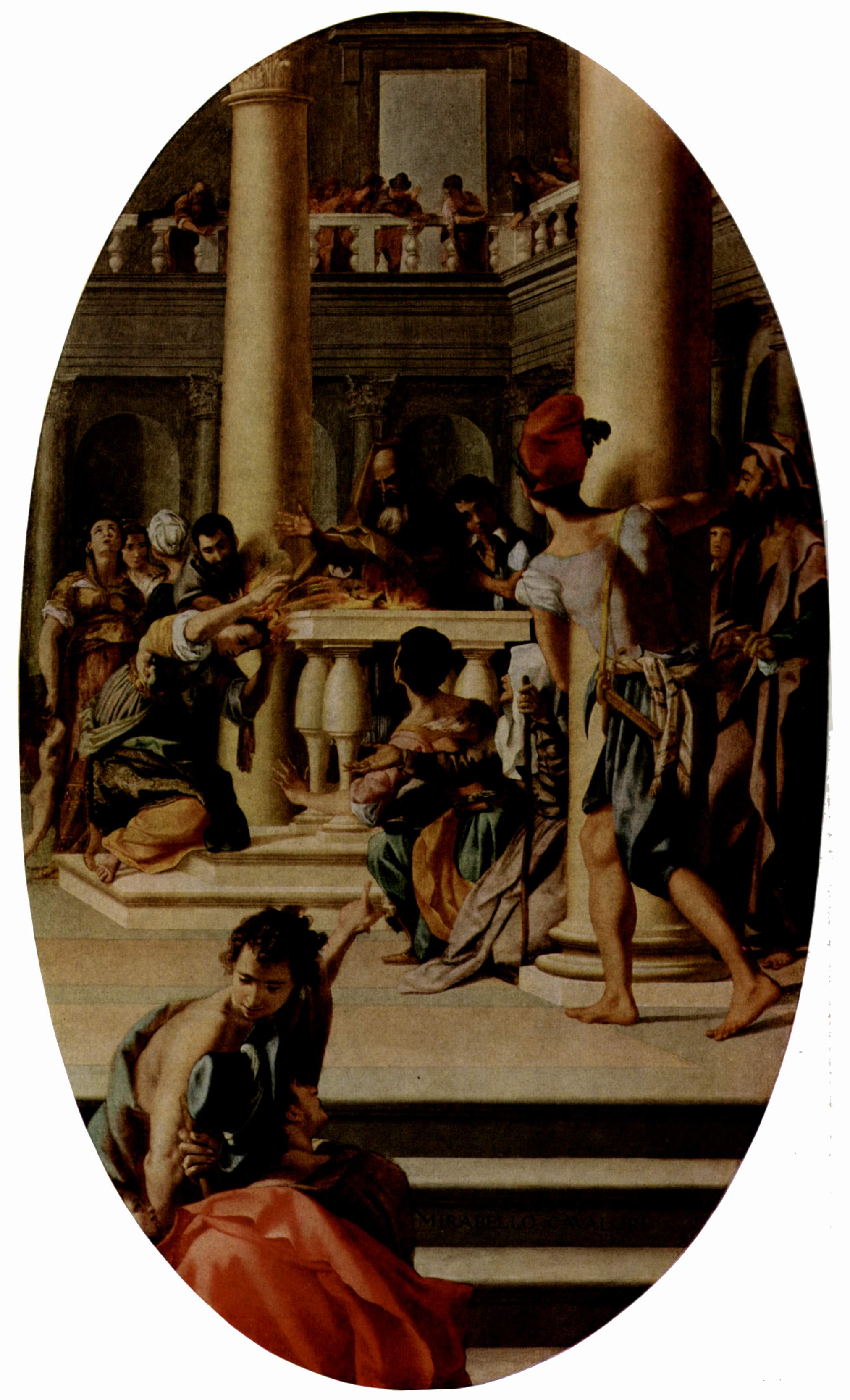
Lavinie u oltáře

Svrchní obdélná plátna ve Studiolu

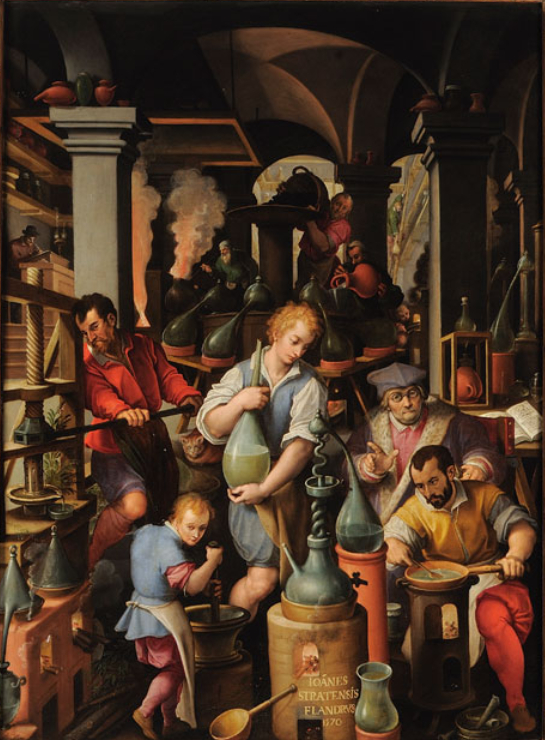
Alchymistova pracovna
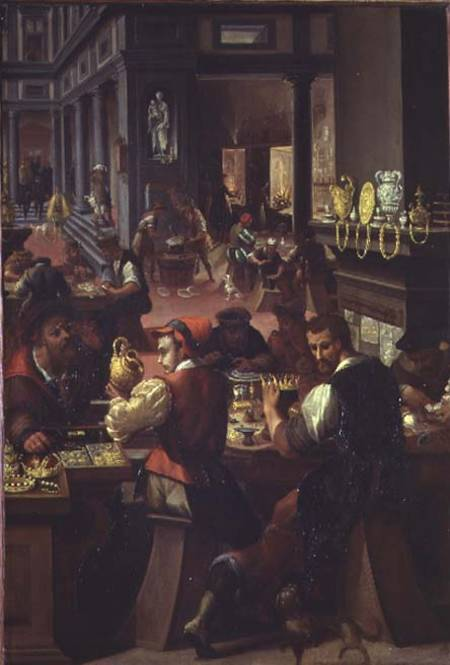
Zlatnická dílna
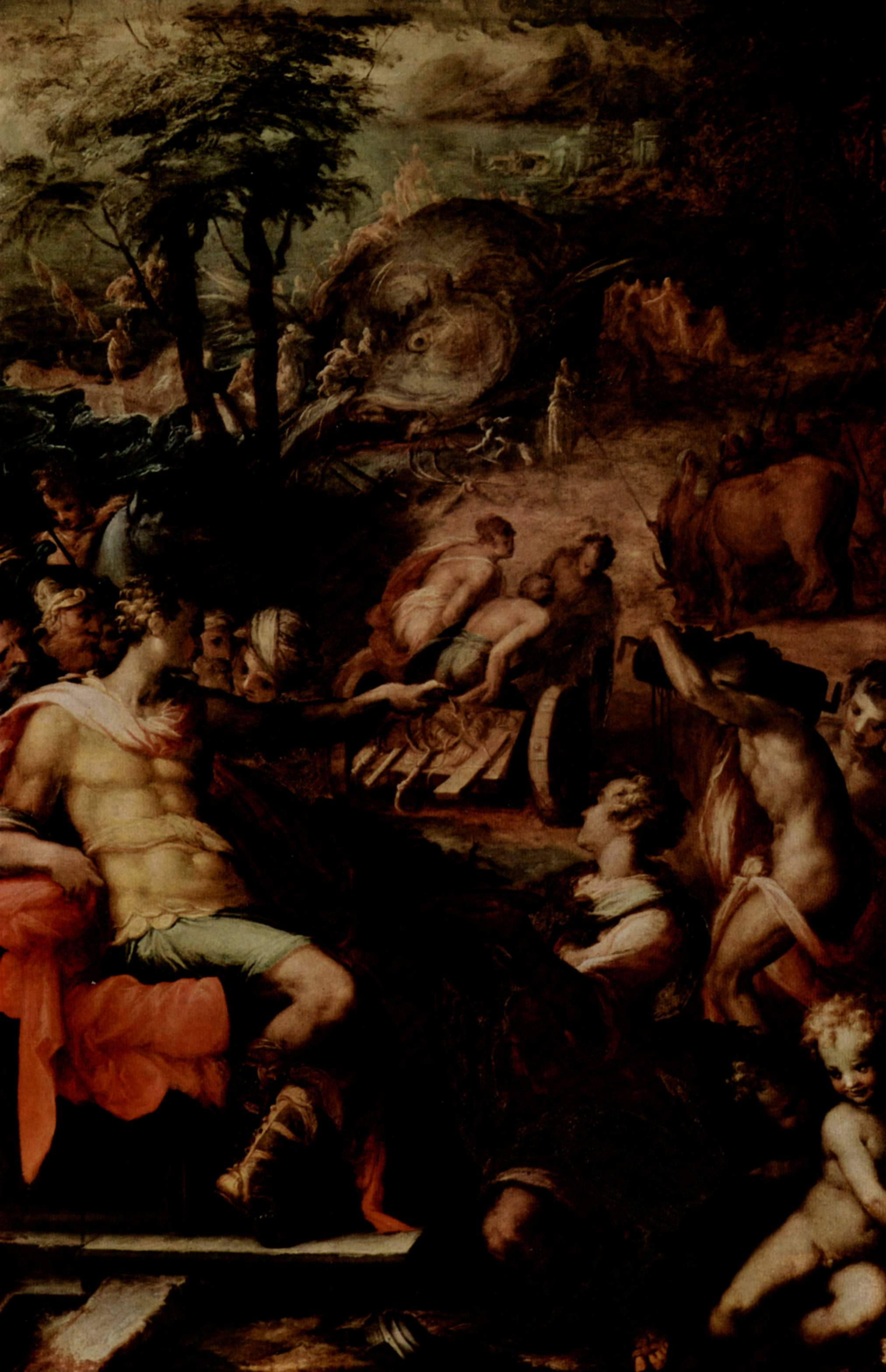
Sbírání ambry
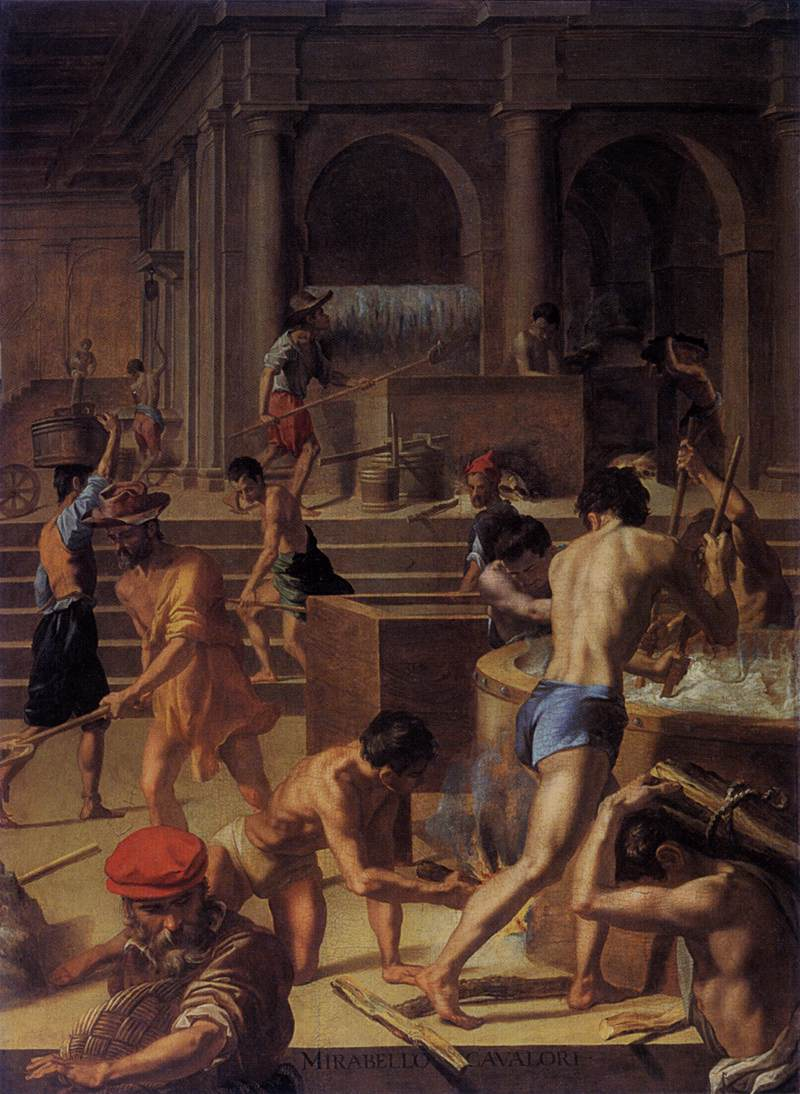
Vlnařská dílna
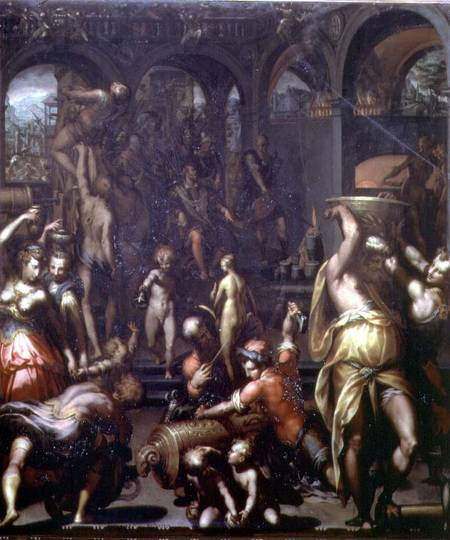
Slévárna bronzu

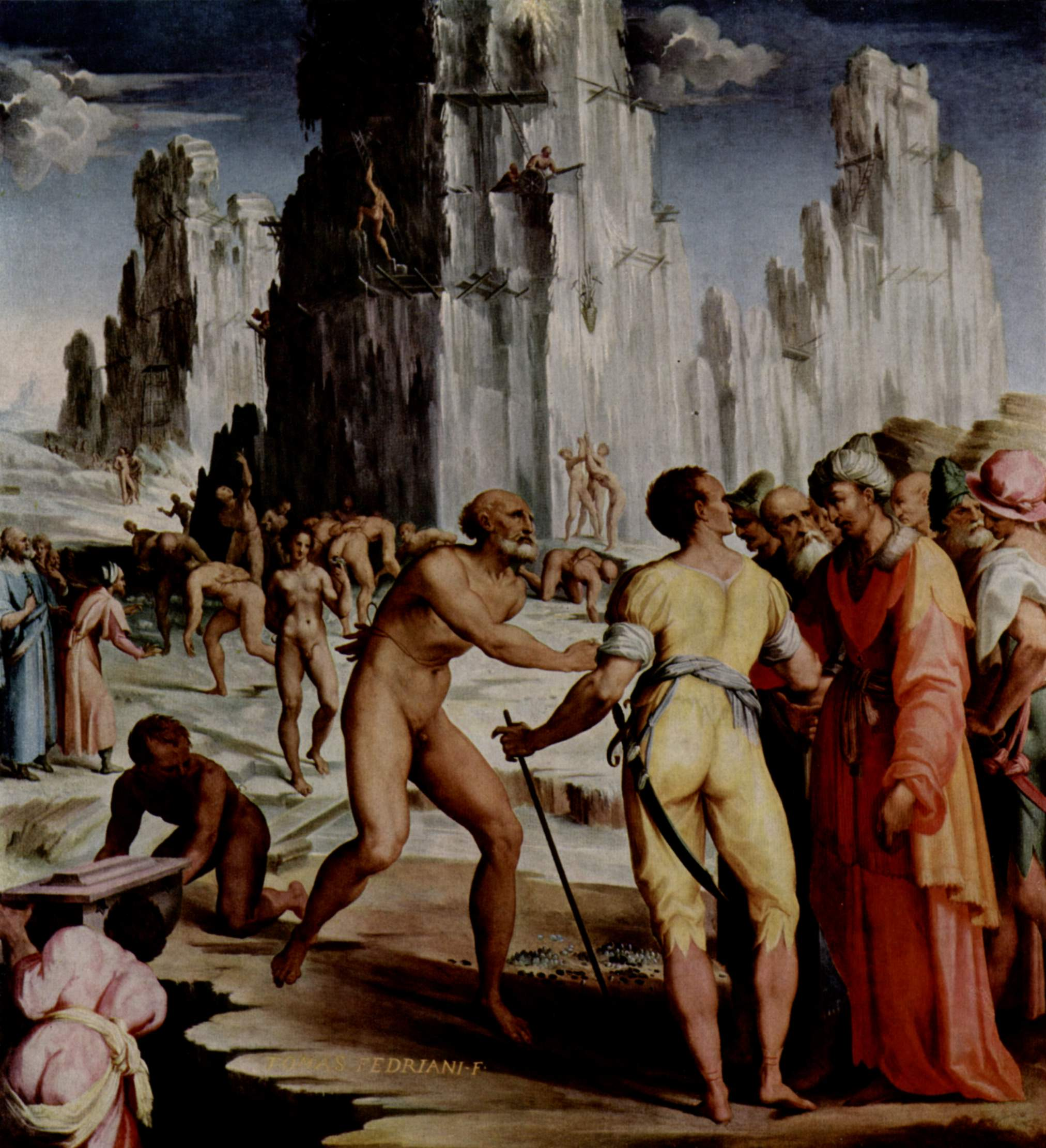
Diamantové doly
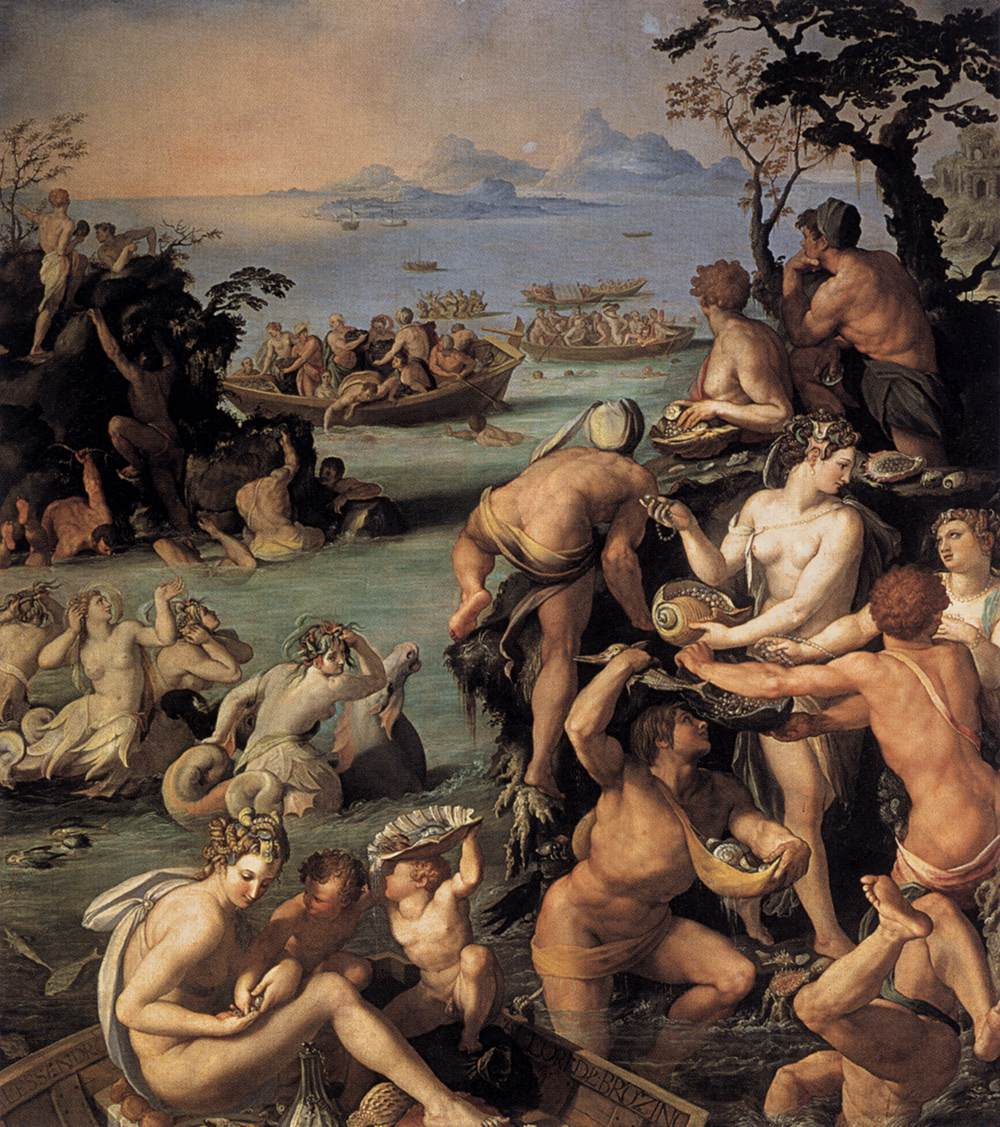
Lovec perel
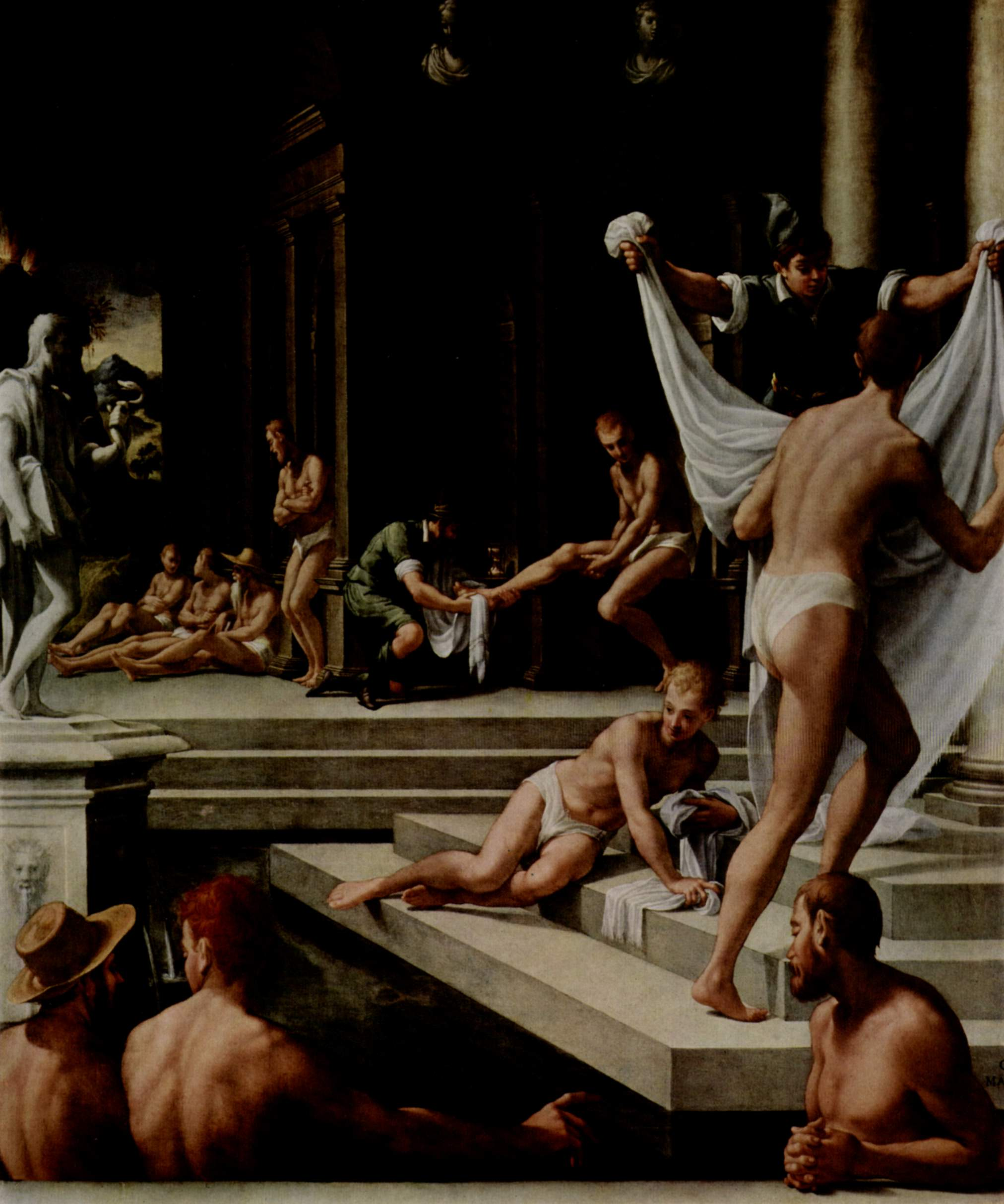
Termální lázně v Pozzuoli
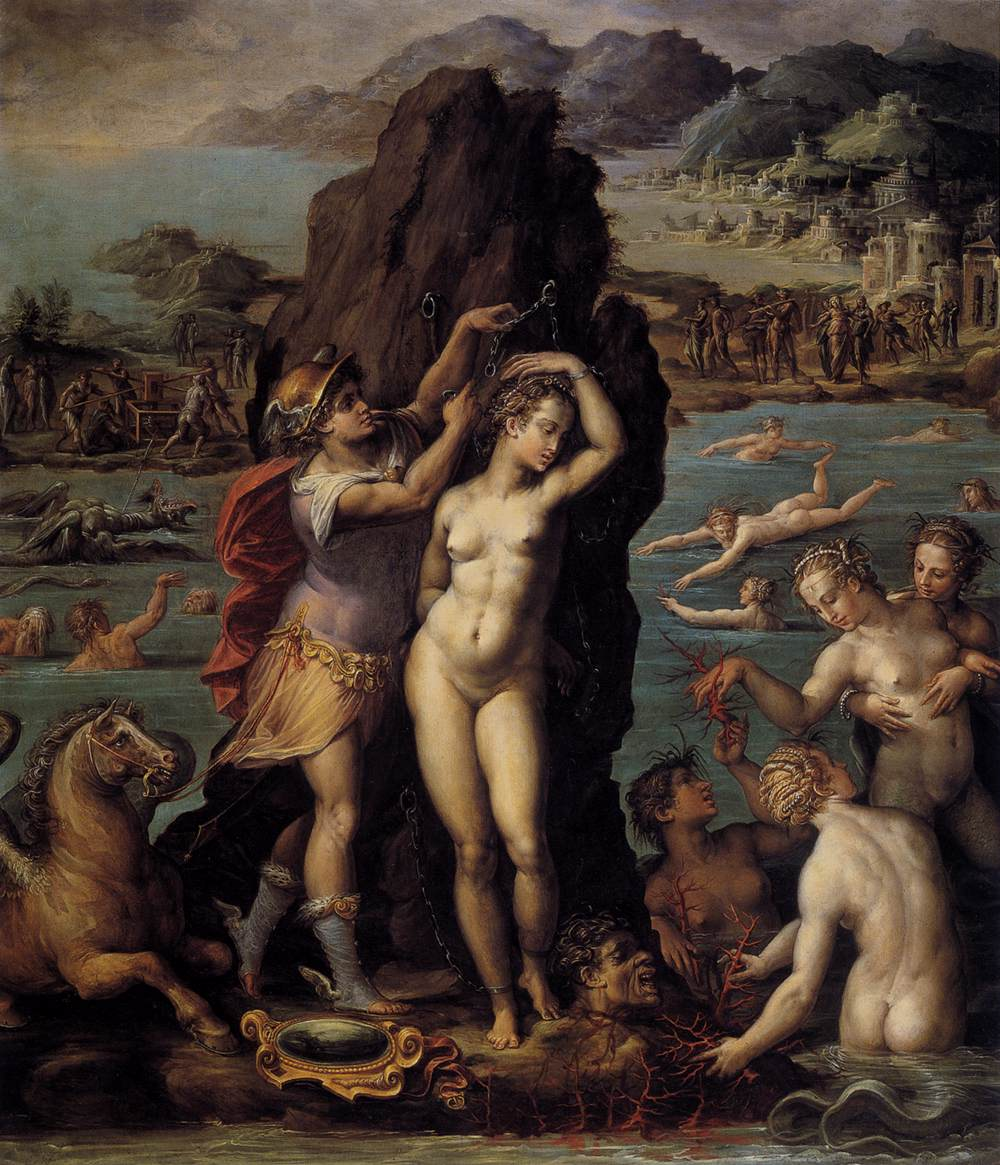
Perseus a Andromeda
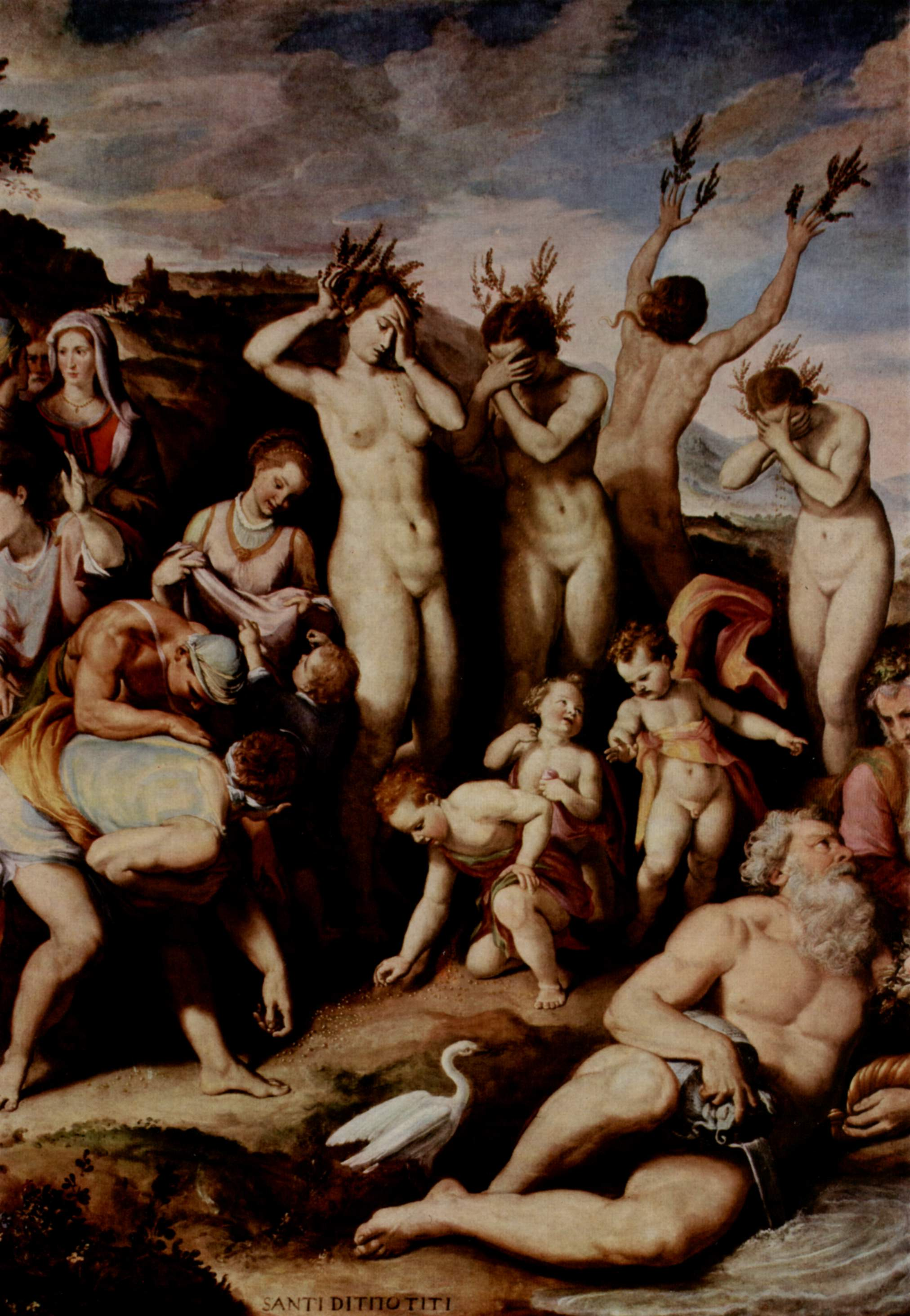
Faetonovy sestry
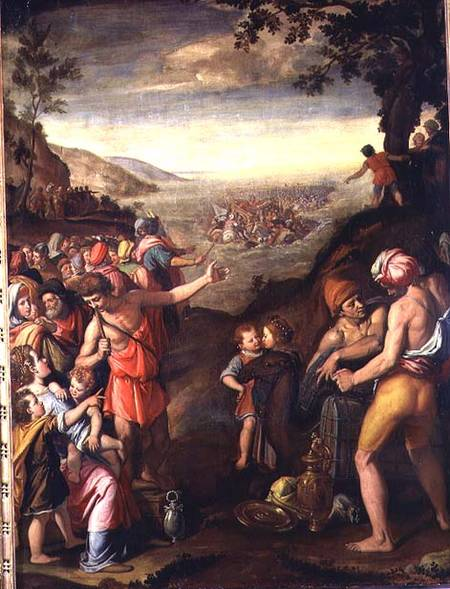
Mojžíš rozděluje Rudé moře